# 廣瀬昌亮
廣瀬 昌亮（ひろせ まさすけ、1946年〈昭和21年〉1月7日 - 1999年〈平成11年〉3月7日）は、日本の俳優。本名:廣瀬 昌助。別名義:広瀬 昌助、広瀬 昌亮。
東京都品川区出身。帝京高等学校卒業。六月劇場、境事務所に所属していた。
妻は女優の志水季里子。娘はタレントの広瀬ゆうき。

## 人物
1964年に帝京高校卒業後、俳優座養成所の第16期生となり、1967年に卒業。卒業後は劇団自由劇場に入団し、『鼠小僧次郎吉』などの舞台に出演。
1970年、『赤頭巾ちゃん気をつけて』で映画デビュー後、1971年『八月の濡れた砂』では主役の高校生を演じた。
当初は本名で芸能活動をしていた。妻の志水季里子とは映画『ブルーレイン大阪』（1983年）の共演が縁で知り合い、1988年に結婚。
1999年3月7日、肝臓癌のため死去。53歳没。死去の前日に公開された映画『ガメラ3 邪神覚醒』が遺作となった。

## 出演

### 映画・オリジナルビデオ
- 赤頭巾ちゃん気をつけて（1970年） - 松岡 ※広瀬昌助名義
- 八月の濡れた砂（1971年） - 主演・西本清
- 白鳥の歌なんか聞えない（1972年） - 松田
- 卒業旅行 Little Adventure（1973年） - 松田
- 修羅雪姫 怨み恋歌（1974年） - 柴由悠太郎
- あさき夢みし（1974年） - 家司
- 竹久夢二物語 恋する（1975年） - 万代恒志
- 八甲田山（1977年） - 小山二等卒
- オレンジロード急行（1978年） - 警官
- 前立腺の病気と予防（1981年） ※主演。医療機関のPR用映画[1]
- 風の歌を聴け（1981年） - 旅行センター係員
- ブルーレイン大阪（1983年） - 才賀悠司
- ダブルベッド（1983年）
- さくら隊散る（1988年） - 散髪屋
- ウルトラQ ザ・ムービー 星の伝説（1990年） - 観光事業部員
- パンツの穴 キラキラ星みつけた!（1990年） - 永野慎一郎
- 新・うれしはずかし物語（1991年）
- 江戸城大乱（1991年）
- くまちゃん（1993年）
- J・MOVIE・WARS 殺し屋アミ（1993年） - 山猫
- ゴト師株式会社II（1994年） - 成瀬
- 企業舎弟（1994年）
- 雀鬼
  - 雀鬼3 治外法権麻雀（1994年）
  - 真・雀鬼 神出鬼没 - ナレーション
- 金なら返せん!（1994年）
- 痴漢白書6（1996年）
- 叔母 魔性の血淫（1996年）
- 快楽殺人女捜査官 囮（1996年）
- 濡れ事師2（1996年）
- 熟女V ねこじゃらし38歳（1997年）
- 風俗の穴場（1997年）
- D坂の殺人事件（1998年） - 都築茂
- 性感モデル いぢりあい（1998年）
- 美姉妹色情飼育（1998年）
- ガメラ3 邪神覚醒（1999年） - 「かいれい」チーフ ※遺作
- 外道
- ラ・ヴァルス

### テレビドラマ
- レモンのような女 第6話「そばとオハジキ」（1967年）
- 泣いてたまるか 第54話「先生、泣いてたまるか」（1967年）
- 銀河テレビ小説
  - 大風呂敷（1970年）
  - 白鳥の歌なんか聞えない（1972年）
- 江戸川乱歩シリーズ 明智小五郎 第22話「怪人ゴリラ男 恐怖王より」（1970年）
- キイハンター 第203話「突撃! ニッポン・どぶねずみ強盗団」（1972年） - 弱虫
- ママは花嫁（1972年）
- 連続テレビ小説
  - 北の家族（1973年）
  - 天うらら（1998年）
- ポーラ名作劇場 / 見知らぬ橋（1973年） - 塩沢
- 浮世絵 女ねずみ小僧 第3シリーズ 第7話「本所おいてけ堀」（1974年）
- バーディー大作戦 第6話「殺し屋収容所」（1974年）
- 事件狩り 第9話「同棲時代の終わり」（1974年）
- ふりむくな鶴吉 第6話（1974年）
- 6羽のかもめ 第23話「非常識」（1975年）
- 俺たちの勲章 第14話「雨に消えた……」（1975年） - 山中ケンゾウ
- プレイガールQ 第47話「抱いた札束裸で消えた」（1975年） - 西田
- 新宿警察 第10話「一発の銃弾」（1975年）
- 土曜ドラマ / 紅い花（1976年4月3日） - 青年
- 破れ傘刀舟悪人狩り 第84話「炎のめぐり逢い」（1976年） - 長次
- Gメン'75 第63話「拳銃を撃てない警官」(1976年) - 谷口巡査
- 大江戸捜査網
  - 第268話「撃滅!江戸の黒い霧」（1976年） - 笹沢信吾
  - 第319話「罪なき父娘の絶唱」（1977年） - 上総屋巳之吉
  - 第388話「偽装殺人の黒い霧」（1979年） - 友吉/俵藩主・永井山城守(二役)
  - 第463話「炎から生まれた女」（1980年） - 定吉
  - 第611話「美女必殺剣! 非情の果し状」（1983年） - 松吉
- 銭形平次 第563話「おふくろ」（1977年）
- 破れ奉行 第7話「復讐! 汐見橋の女」（1977年） - 治助
- 大都会 PARTII 第27話「恐怖の診断」（1977年）
- わが兄はホトトギス（1978年）
- 太陽にほえろ!※広瀬昌助名義
  - 第313話「真夏の悪夢」（1978年） - 松沢（北署）
  - 第390話「二十歳の殺人」（1980年） - 木山
  - 第454話「スコッチ、市民を撃つ」（1981年） - サラリーマン風の男
  - 第555話「一枚の絵」（1983年） - 坪内光弘
  - 第624話「張り込み」（1984年） - 宮木（浅田不動産）
  - 第645話「ラガーの華麗なプレー」（1985年） - 岩田聡
  - 太陽にほえろ! PART2 第6話「心満たされず……」（1987年） - 大下課長
- 金曜ドラマ / 愛の殺意（1979年）
- 恐竜戦隊コセイドン 第43話「燃えろ 人間大砲コセイダー」（1979年） - シラキ・リョウ（ミュータント）
- 明日の刑事 第89話「シーザー号最大の危機」（1979年）
- 探偵物語 第17話「黒猫に罠を張れ」（1980年）
- 必殺仕事人 第45話「裏技欺しの十手業」（1980年、ABC / 松竹） - 仁吉
- 噂の刑事トミーとマツ
  - 第1シリーズ（1980年）
    - 第30話「チョンボな変装、尻かくさず」 - 野沢秘書室長
    - 第47話「決まった! おそマツの大ギャング」 - シュウ

  - 第2シリーズ（1982年）
    - 第15話「笑撃のガンプレイ! 噴火口の対決」 - 上野代議士の秘書
    - 第28話「決ったァ! トミーの飛行機投げ」 - 水谷課長
- 特命刑事 第6話「黒い狼」（1980年） - 鳴海勝利
- 特捜最前線
  - 第197話「焼死体・三つの鍵の謎!」（1981年）
  - 第280話「黙秘する女!」（1982年）
  - 第356話「ある主婦の殺意!」（1984年）
  - 第387話「命の炎を燃やせ!」（1984年）
  - 第503話「拳銃強奪・愛した日々よ永遠に!」（1987年）
- ポーラテレビ小説 / 白き牡丹に（1982年 - 1983年）
- 金曜劇場 / 君は海を見たか（1982年）
- 御宿かわせみ 第2シリーズ 第7話「倉の中」（1982年）
- 聖母たちの行進（1983年）
- ファミリーワイド / 松本清張の蒼い描点（1983年） - 対星館の従業員
- 時代劇スペシャル / 素浪人罷り通る 第6弾「矢立峠に裏切りを見た」（1983年） - 水沢
- 西部警察 PART-III 第32話「杜の都・激震!! -宮城・前篇-」、第33話「仙台爆破計画 -宮城・後篇-」（1983年） - 中里圭一郎（東北理科大学助教授）
- 昭和史ドラマシリーズ / 子どもが「少国民」といわれたころ（1984年）
- ザ・サスペンス / 復讐するは我にあり（1984年）
- ニュードキュメンタリードラマ昭和 松本清張事件にせまる 第5話「帝銀事件と731部隊」（1984年）
- 土曜ワイド劇場
  - 松本清張の証言（1984年）
  - 整形復顔女流デザイナー殺人事件（1988年）
  - 牟田刑事官事件ファイル 第14作「九州～耶馬渓-四国八幡浜、人妻ひとり旅のなぞ?」（1991年） - 横田健一
- 私鉄沿線97分署
  - 第6話「もう1度ハッピネス」（1984年）
  - 第38話「パパを恨むな! キャンピング!!」（1985年）
- 真田太平記 第24話「激闘上田城」（1985年） - 望月半助
- 遊びじゃないのよ、この恋は 第6話「とびこんできたヤクザ医者!!」（1986年）
- どうぶつ通り夢ランド 第21話「手術ミス!? 女医が一人立ちする時」（1987年）
- 火曜ミステリー劇場 / 女ハングマン・夫のルスに連続殺人犯と対決!! 意外やボスは?（1990年）
- 特警ウインスペクター 第45話「爆破0秒前の愛」（1990年）
- テレビ東京月曜9時枠の連続ドラマ（1991年）
  - 大阪の女〜実母殺人事件
  - 四国の女
- 火曜サスペンス劇場
  - 小京都ミステリー 第3作「津和野・萩殺人事件」（1991年） - 田中刑事
  - 心に秘めた幻の蝶（1994年）
- さすらい刑事旅情編IV 第16話「巻き添えを喰らった女・新特急谷川の殺意」（1992年）
- 月曜ドラマスペシャル
  - 女相続人連続殺人事件（1992年）
  - 6月の旅情サスペンス 斜光（1998年）
- 東映不思議コメディーシリーズ
  - うたう!大龍宮城 第47話「スケトウダラ」（1992年） - スケトウダラ
  - 有言実行三姉妹シュシュトリアン 第8話「謎の2.29事件」（1993年） - 誕生日怪人
- 花王 愛の劇場 / 赤い迷宮（1993年）
- TKUドキュメンタリードラマ / 肥後のカミナリ 北里柴三郎（1994年）
- 裸の大将放浪記 第65話「清と謎の美人絵灯篭」（1994年） - 美人画を描く男
- 幸福の予感（1996年） - 小宮正宏
- ウルトラマンティガ 第37話「花」（1997年） - 二階堂勉（TPC情報局）
- そして誰かいなくなった（1997年）
- 徳川慶喜（1998年） - 黒川嘉兵衛
- 七瀬ふたたび（1998年） - 店長
- 思い出の写真

### 舞台
- 赤目
- 鼠小僧次郎吉
- 魔女伝説

### CM
- 資生堂
- 東海旅客鉄道
- 日産自動車